# Achrome
Achrome est une série d'œuvres de l'artiste milanais Piero Manzoni, réalisées entre 1957 et 1963, centrées sur l'étude de l'absence de couleur. Il existe plusieurs œuvres portant ce titre, réalisées sous les formes les plus variées. Beaucoup d'entre elles sont conservées à Milan, au Museo del Novecento, dans la section Piero Manzoni et Azimuth. Les œuvres les plus importantes sont réalisées avec des toiles froissées et d'autres avec des fibres de verre. Manzoni a voulu souligner l'absence de couleurs, arguant que — l'infini est strictement monochromatique —, mais en essayant de créer des effets particuliers avec les surfaces.
L'une des œuvres de la série, créée selon la technique du kaolin sur toile, mesurant 31 × 39, vendue aux enchères le 14 octobre 2011, a dépassé le chiffre de 5 millions de dollars, la valeur la plus élevée pour une peinture de l'artiste.

## Localisation
- Museo del Novecento (Milan) ;
- Musée Städel (Francfort-sur-le-Main) ;
- Musée Boijmans Van Beuningen (Rotterdam) ;
- Stedelijk Museum Amsterdam (Amsterdam) ;
- Museum of Modern Art (New York) ;
- Art Institute of Chicago (Chicago) ;
- Musée Kröller-Müller (Otterlo, Pays-Bas).